# جونغ أنغ إلبو
جونع أنغ إلبو (إنجليزية: The Central Times) هي جريدة يومية كورية جنوبية تنشر في سول، كوريا الجنوبية. وهي واحدة من أكبر الجرائد الثلاث في كوريا الجنوبية. الجريدة تنشر طبعة باللغة الإنجليزية، كوريا جنغ أنغ دايلي، بتحالف مع  إنترناشيونال نيويورك تايمز. غالبًا ما يُنظر إليها على أنها الشركة القابضة لمجموعة جونغ انج (تكتل) لأنها مالكة للعديد من الشركات التابعة، مثل محطة البث جي تي بي سي وشركتها التابعة إس إل إل، وسلسلة دور السينما ميجا بوكس.

## تاريخ
صدرت لأول مرة في 22 سبتمبر 1965 على يد إي بيونغ تشول، مؤسس مجموعة سامسونغ وهي كانت ملك  شركة البث تونغيانغ (TBC) وحدها. في عام 1980، جنغ أنغ إلبو تنازلت عنها TBC و TBC اندمجت مع KBS. جنغ أنغ إلبو هي الرائدة في كوريا الجنوبية للإستخدام تصميم النسخ الأفقي، وصحفيين متخصصين مع فريق روبورتاج لتقصي الحقائق. ومنذ 15 أبريل 1995، جنغ أنغ إلبو لديها آفاق عالية وأصبحت أيضا جريدة صباحية منذ ذلك الحين.

## كوريا جنغ أنغ دايلي
كوريا جنغ أنغ دايلي هي الطبعة الإنجليزية من الجريدة، وهي واحدة من ثلاث الجرائد اليومية باللغة الإنجليزية في كوريا الجنوبية. كوريا جنغ أنغ دايلي تباع حاليا جنبا مع إنترناشيونال نيويورك تايمز.

## عالميا
تصدر أيضا طبعة في الولايات المتحدة، وفروع من تورونتو إلى بوينس آيرس. شركتها الأم، Joongang Media Network (JMNet)، وتحتفظ نيوزويك ومجلة فوربس بحقوق النشر لطبعات الكورية وكذلك 25% من الأسهم لصالح تلفزيون الكابل JTBC.

## وصلات خارجية
- JoongAng Daily
- Joins.com